# Calanthe dulongensis
Calanthe dulongensis är en orkidéart som beskrevs av H.Li, R.Li och Z.L.Dao. Calanthe dulongensis ingår i släktet Calanthe och familjen orkidéer. Inga underarter finns listade i Catalogue of Life.